# Ancienne école vétérinaire de Toulouse
L'ancienne école vétérinaire de Toulouse est une ancienne école vétérinaire française. En 1825, Toulouse est la troisième ville de France à accueillir une école vétérinaire, après celles de Lyon en 1761 et d'Alfort en 1766. L'école constitue le cœur du quartier Marengo, à proximité du canal du Midi. Elle est construite entre 1832 et 1834 sur les plans de l'architecte Jean-Pierre Lafon, dans un style néoclassique qui s'intègre à l'axe des allées Lafayette (actuelles allées Jean-Jaurès), projet urbanistique conçu au début du XIXe siècle par Jacques-Pascal Virebent et développé par Urbain Vitry.
En 1965, à la suite de la construction de la nouvelle école vétérinaire au chemin des Capelles, dans le quartier de Lardenne, les bâtiments de l'ancienne école sont démolis pour faire place à une vaste zone de stationnement automobile. Entre 1996 et 2006, l'espace de l'ancienne école sont au cœur des travaux de la ZAC Marengo où se sont élevés en particulier l'Arche Marengo, qui abrite la médiathèque José-Cabanis, et le siège de Toulouse Métropole.

## Histoire

### Premières tentatives
À la suite de la fondation, par Claude Bourgelat, à Lyon, le 5 août 1761, de la première école vétérinaire du royaume, Toulouse adresse, en octobre de la même année, deux requêtes au roi Louis XV, afin d'obtenir la création d'une école vétérinaire, acceptant de fournir une somme de 600 livres en faveur de l'établissement projeté. Les autorités toulousaines n'obtiennent pas satisfaction, bien qu'elles renouvellent ces requêtes de nombreuses fois jusqu'en 1825. Le 1er octobre 1766, Bourgelat ouvre au château d'Alfort la deuxième école vétérinaire du Royaume, et trois places sont allouées à la ville de Toulouse et à sa région dans l'une ou l'autre des écoles existantes.
Le 29 janvier 1793, un arrêté préfectoral crée à Toulouse une école vétérinaire, mais il n'est pas mis en exécution.
En 1804, Jean-Baptiste Huzard, Inspecteur général des écoles vétérinaires, est envoyé en mission afin de rechercher le lieu où l'école serait la mieux placée. Cahors et Toulouse sont visitées et Huzard, tenant compte de la supériorité de la situation agricole de la Haute-Garonne, donne toutes ses préférences à Toulouse. Entretemps, la Société d'agriculture de la Haute-Garonne organise des cours de médecine vétérinaire, qui commencent en février 1807 et connaissent un franc succès. Cette Société stimule le zèle du conseil municipal de Toulouse et du conseil général de la Haute-Garonne et leur présente un projet d'organisation d'école vétérinaire, afin qu'il soit ensuite soumis au ministère de l'Intérieur. Le conseil municipal offre de contribuer pour un huitième à la dépense qui serait votée par le département, pour les frais d'établissement et d'entretien d'une école.
Le 23 juin 1807, le préfet Antoine Desmousseaux de Givré demande au ministre que soit établie à Toulouse une école vétérinaire organisée sur le modèle de Lyon et d'Alfort. Un mémoire est présenté à l'empereur Napoléon Ier et le décret du 27 juillet 1808 institue, aux frais du département et de la ville, une école impériale vétérinaire dans les dépendances du Jardin des plantes. Cependant ce décret reste lettre morte et est annulé par le décret du 15 janvier 1813.

### École provisoire
Le 6 juillet 1825 voit la création d'une école provisoire vétérinaire par ordonnance royale de Charles X. Le conseil municipal inscrit aux budgets de 1825 et 1826 un crédit additionnel de 100 000 francs. Le choix du terrain, l'étude des plans et leur réalisation retardent la réalisation du projet. Le 14 juillet 1826, le maire, Guillaume Isidore de Montbel propose que la ville mette à disposition de l'État des bâtiments du Jardin des plantes pour y installer provisoirement l'école : cette offre est refusée par l'État. Le 28 avril 1827, Jean-Pierre Marcassus de Puymaurin offre à la ville de lui louer sa propriété de Bénech dans le faubourg Saint Michel (emplacement de l'actuel no 49 rue des Trente-Six-Ponts) : l'offre est présentée au ministre et finalement acceptée.
Le 5 avril 1828, M. Dupuy, professeur à l'école d’Alfort, est nommé directeur de l'école de Toulouse, qui ouvre donc ses portes le 1er octobre 1828 et inaugurée officiellement le 7 novembre 1828 par le préfet de la Haute-Garonne, Victor Le Clerc de Juigné, et le maire de la ville, Guillaume Isidore de Montbel. L'école croît rapidement et en 1829, pour loger les nouveaux admis, on adjoint à l'école une grande maison que vient de quitter l'Institution des sourds-muets de l'abbé Louis-Guillaume Chazottes. Cependant, dans l’état de dénuement où se trouve l’école à son début, beaucoup d’installations étaient déficientes, notamment les locaux affectés aux divers services et le directeur Dupuy doit suppléer à force de zèle et de dévouement à tout ce qui lui manque. En 1832, Dupuy donne sa démission à la suite de plaintes contre sa gestion et est remplacé par Moiroud, professeur à Alfort.

### Installation à Marengo

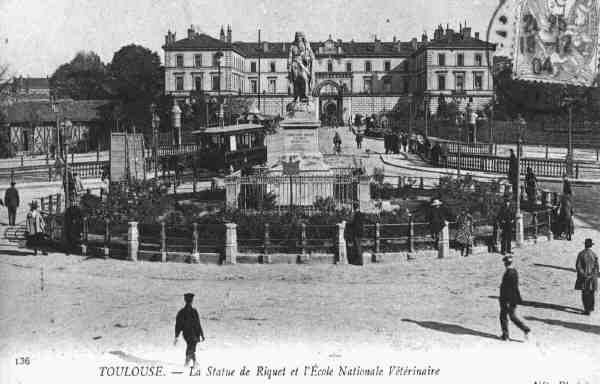
L'école nationale vétérinaire de Toulouse vers 1880-1900 (carte postale.

En 1829, le conseil municipal porte son choix sur un terrain situé sur les pentes de la colline du Calvinet, au-delà du canal du Midi, face aux allées d'Angoulême (actuelles allées Jean-Jaurès). Il est acquis par la ville au nom de l'État pour 33 809 francs. Le terrain, vaste de 2 hectares et 84 ares, il est donc situé en périphérie de la ville, ce qui évite le paiement de l'octroi par les paysans qui amènent du bétail.
Le 8 février 1832 a lieu la pose de la première pierre par M. Barennes, préfet de la Haute-Garonne, après étude des plans par l'architecte départemental Jean-Pierre Laffon. En possession du terrain, la ville doit encore paver l'avenue de l'école, construire un pont sur le canal (actuel pont Georges-Pompidou) dont la courbe doit être rectifiée. Il lui faut aussi, « pour la perspective », aligner la rue du 10-Avril sur les allées d’Angoulême et la rue Marengo sur la façade de l'école. La nouvelle école ouvre ses portes le 22 août 1834 et est occupée en octobre. Elle n'est cependant inaugurée officiellement qu'un an plus tard, le 22 août 1835.
En 1899, un incendie détruit une partie des bâtiments administratifs de l'école. Sa présence est désormais remise en question : elle est jugée insalubre, petite et enclavée. Elle entrave le développement de la gare Matabiau et le prolongement des allées Lafayette. Son transfert est envisagé, notamment à l'initiative d'Albert Bedouce. En 1922, sa suppression est même évoquée, tandis que se poursuivent les recherches d'un terrain pouvant accueillir la nouvelle école vétérinaire.

### Échec du transfert prévu vers la Juncasse

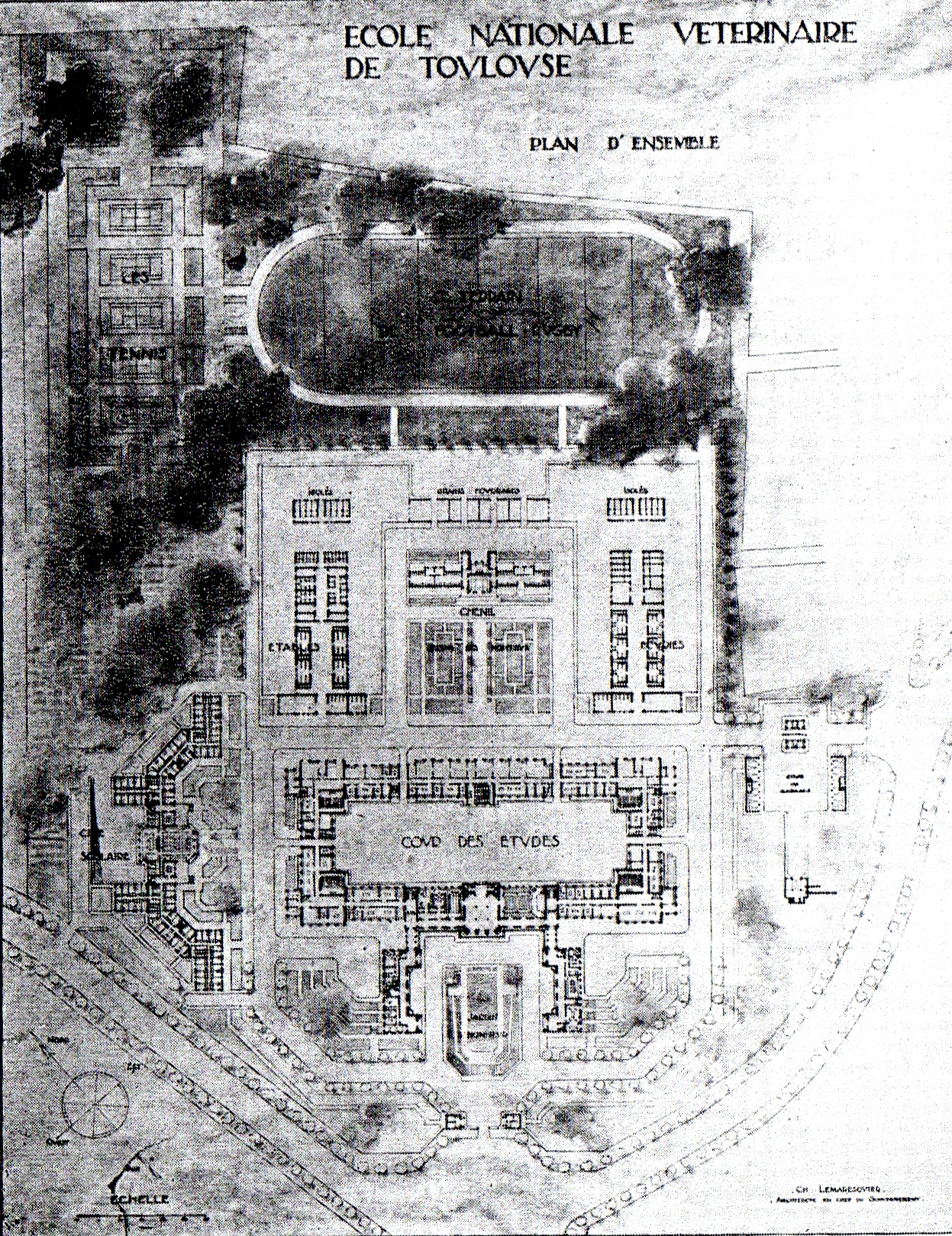
Plan d'ensemble de l'École de la Juncasse (1934).

Le 21 octobre 1927, le conseil municipal décide de reprendre l'étude du transfert de l'école. Un programme de construction est établi par Emmanuel Leclainche, inspecteur général des écoles nationales vétérinaires et des services vétérinaires, suivant un plan dressé par Charles Lemaresquier et comportant trois blocs de bâtiments dont un, isolé, constitue une cité scolaire. La ville propose un terrain de 15 hectares près des collines de l'Observatoire, à la limite des quartiers de Jolimont et de la Juncasse. Le ministère des Finances inscrit au collectif de 1929 une première tranche de 8 millions de francs pour les travaux. Le 24 février 1930, le conseil municipal autorise le maire à acquérir les terrains et le 30 mars 1931, Leclainche signe l'acte d'acquisition du terrain de la Juncasse.
En mars 1932, les travaux de la nouvelle école de la Juncasse débutent. Cependant, les crédits sont insuffisants et accordés avec parcimonie. De plus, des difficultés d’ordre juridique se font jour avec la Société immobilière toulousaine. Enfin, la présence persistante dans le sous-sol de nappes d’eau difficiles à résorber pose problème. En 1939, seulement les trois quarts des constructions prévues sont terminées. La même année, elle est réquisitionnée par le ministère de l'Air pour y installer le personnel de son centre d'étude aéronautique (actuelle DGA Techniques aéronautiques) : l'école vétérinaire continue donc de fonctionner dans ses locaux de Matabiau. En juin 1947, une commission constate que l'école de la Juncasse ne peut plus être utilisée par les vétérinaires, car elle a été modifiée pour les besoins du ministère de l'Air, et le montant des travaux effectués s'élève à 400 millions de francs.

### Recherche d'un nouvel emplacement
Des bâtiments militaires sont envisagés, notamment les casernes Compans ou Caffarelli, ainsi que l'Arsenal, mais les tractations avec les autorités militaires échouent. Le 26 septembre 1947, l'inspecteur général de l'enseignement vétérinaire, le professeur Petit sélectionne un terrain de 24 hectares environ en dehors de la ville mais à proximité de l'hôpital de Purpan, composé d'une ferme et d'espaces agricoles entre l'avenue de Purpan (actuelle avenue des Arènes-Romaines), la Garonne et le Touch, et traversé par le chemin de Casselardit (actuelle avenue de Casselardit). En 1954, le projet est abandonné à la suite du recours des propriétaires contre la tentative d'expropriation de la ville.
En avril 1950, la commission d'économie décide qu'il y a lieu de fermer l'école, invoquant la vétusté des bâtiments, et le coût élevé d'une rénovation, évaluée à 50 millions de francs, ou encore d'une reconstruction, située entre 800 millions et 1 milliard de francs. Mais le 11 mai 1950, le conseil général de la Haute-Garonne vote une motion prouvant son désir du maintien de l'école à Toulouse : il souligne les sacrifices financiers effectués par la ville et le département, le renom des savants issus de Toulouse, la qualité de sa recherche scientifique et de ses laboratoires diagnostic de maladies infectieuses et parasitaires, l'étude des maladies propres à la région. Le 16 mai 1952, le conseil général appuie par un vote le maintien de l'école et le 26 octobre 1952, le Journal officiel note la réponse du Ministre de l’Agriculture à une question d’un parlementaire toulousain : le maintien est appuyé. En 1953, tous les secteurs officiels sont favorables au maintien de l’école vétérinaire à Toulouse.
Le 18 mars 1953, le conseil municipal décide d’acheter le terrain de la propriété Garipuy, à Saint-Michel-du-Touch. Le 17 décembre 1953, l'architecte Noël Le Maresquier est nommé par l'État pour mener à bien la construction de la nouvelle école et le 18 février 1954, au cours d’une réunion de travail, les grands traits de la future école sont ébauchés. Le 11 mai 1954, le ministère de l'Agriculture décide officiellement la reconstruction de l’école vétérinaire, les plans sont acceptés.
Le 18 janvier 1955, les pourparlers relatifs à l’achat de la propriété Garipuy ayant échoué, l'acquisition d’un nouveau terrain est décidée par le conseil municipal : il s’agit d'un terrain d’environ 41 hectares et 29 ares situé sur le domaine du château de Marmande, au chemin des Capelles, et appartenant à M. Chouvel. Le 10 janvier 1958, la partie de la propriété de Marmande achetée par la ville est cédée au ministère de l'Agriculture.

### Construction de la nouvelle école vétérinaire
Le 15 avril 1961 a lieu la cérémonie de la pose de la première pierre à la nouvelle école vétérinaire. Cependant, en 1964, les travaux s’arrêtent faute de crédits : il manque une partie des hôpitaux, deux services d’enseignement et de recherche, un centre d’élevage, un musée, un auditorium, des locaux d’habitation, un gymnase, des terrains de sport, l’aménagement de parkings, corrections de certaines réalisations, une ferme d’expérience. Malgré tout, en juin 1964, l'ancienne école est transférée et en octobre 1964 a lieu la première rentrée des élèves dans l'école du chemin des Capelles. Le 12 décembre 1964, le projet de démolition de l'ancienne école vétérinaire est adopté par le conseil municipal, mettant ainsi un point final à l’histoire de l'école de Marengo.

## Description
On consultera avec intérêt dans Commons Jean Sendrail la présentation photographique que Jean Sendrail, directeur de l'ENVT de 1929 à sa mort en 1935, donne de l'école vétérinaire en 1932-1933.

### L’école vétérinaire et les choix d’urbanisme
Située tout au bout de la longue perspective des allées Lafayette (actuelles allées Jean-Jaurès), sur un axe partant de la place Wilson, et en légère surélévation sur les premières pentes de la colline du Calvinet, l'ancienne école vétérinaire occupait un emplacement de choix pour recevoir un immeuble urbain d'importance qui corresponde aux ambitions de la ville désireuse de s'affirmer en tant que métropole régionale, en ce début du XIXe siècle.
L'obstacle représenté par le bâtiment à l'extension de la gare Matabiau a posé la question de sa démolition dès 1890. Au cours du siècle suivant, l'avènement de l'automobile a suscité une nouvelle vision d'urbanisme fondée sur des pénétrantes urbaines, et donc avec des perspectives ouvertes, devant offrir un large accès vers le cœur de ville. La démolition du bâtiment fut réalisée en 1965 tandis que la nouvelle école ouvrait ses portes en 1964 dans le quartier de Lardenne. L'espace ainsi libéré resta à l'état d'esplanade sans réel aménagement jusqu'à ce que soit décidée la création de la médiathèque José-Cabanis qui renoue avec le principe de clôture de la perspective même si sa structure en arche demeure un compromis.

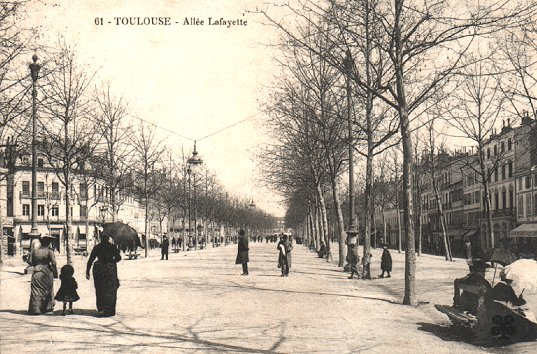
Allées Lafayette au bout desquelles se trouvait l'ancienne école vétérinaire de Toulouse
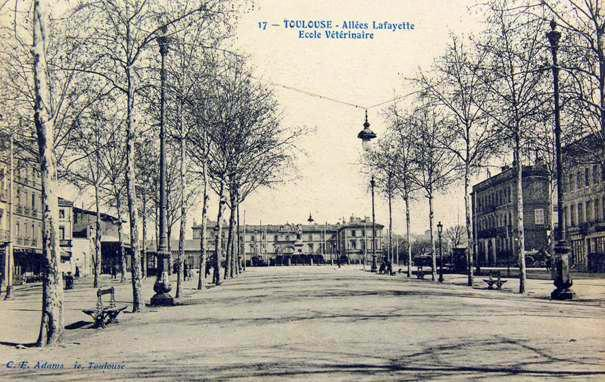
Ancienne école vétérinaire au bout des allées Lafayette
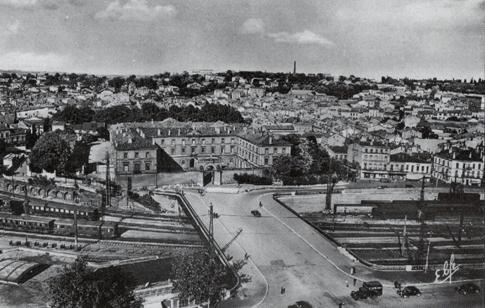
Vue générale de l'ancienne école vétérinaire avec le pont sur la voie de chemin de fer avant 1950
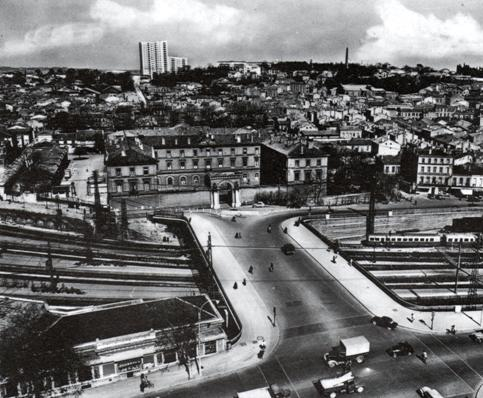
Vue de l'ancienne école vétérinaire et du pont en 1953

#### Le projet de prolongement des allées Jean-Jaurès et l'essor ferroviaire et automobile conditionnent le transfert de l'école
Les origines et la réalisation de ce projet sont présentées par Jean Coppolani dans un article publié en 2002 et intitulé Deux « ratés » de l’urbanisme toulousain.

##### Les origines du projet de prolongement
Ces allées-promenades, dédiées successivement, au gré des changements politiques, au duc d’Angoulême, à Lafayette, à Louis-Napoléon [III] et enfin à Jean Jaurès, étaient achevées en 1824, et dès 1835 leur perspective au-delà du canal du Midi était fermée par la nouvelle école Vétérinaire.
Mais assez vite l’idée d’une grande pénétrante, venant du nord-est, arrivant sur la place Wilson et sur les boulevards, commença à se présenter aux responsables du développement de la ville. Dès 1860 une petite place triangulaire se dessine juste derrière le mur d’enceinte de l’école et elle reçoit le nom de la victoire de Marengo. Quelques années après, les plans de Toulouse figurent, au-delà de cette place, une allée bordée d’arbres qui prolonge l’axe des allées Louis-Napoléon et monte jusqu’au sommet du coteau ; à partir de 1873, l’Allée Marengo figure sur la liste officielle des rues de la ville. L’idée de prolonger la promenade jusqu’en haut du coteau est déjà inscrite sur le sol ; mais comment la concrétiser, alors que l’École vétérinaire barre le passage ?
Deux solutions étaient possibles : ou une liaison en ligne droite après déplacement de l’école, ou son contournement par deux voies latérales à partir d’un pont sur le canal édifié dès 1845.

##### L'influence décisive du chemin de fer
L’arrivée du chemin de fer en 1856, en ouvrant une tranchée entre le canal et l’école, vint compliquer la situation, encore aggravée avec le quadruplement des voies en 1909 qui ne laissait plus que quelques mètres entre le rebord de la tranchée et l’entrée de l’école : un contournement par une voie à large gabarit devenait impossible.

##### Un projet repris dans le plan Jaussely
Le déplacement de l’école restait la seule solution. Le premier projet de transfert en 1905 est suivi en 1914 d'un décret d'utilité publique; ce projet est repris en 1919 et 1925. La décision de principe fut prise en 1928 ; dans sa foulée, on demanda à Léon Jaussely un plan d’aménagement de l’ensemble du plateau de Jolimont, plan axé sur les allées Jean-Jaurès prolongées jusqu’au nouveau site de l’École vétérinaire dans la vallée de l’Hers avec tout un nouveau quartier englobant le parc de l’Observatoire et celui qui entoure l’Obélisque commémoratif de la bataille du 10 avril 1814.

##### Un projet réalisé à la suite de la démolition de l’ancienne école

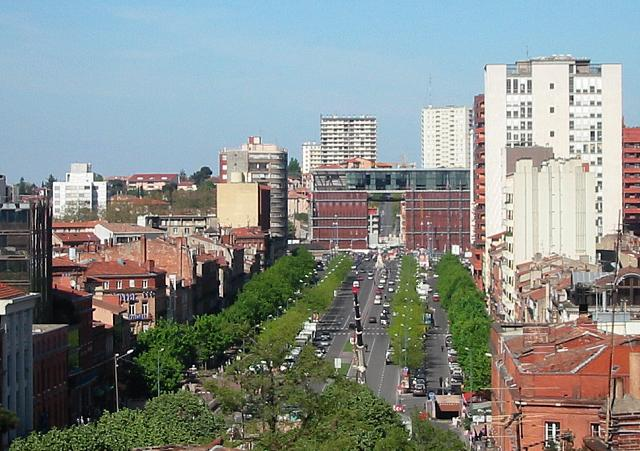
Allées Jean-Jaurès et médiathèque José-Cabanis sur l'emplacement de l'ancienne école vétérinaire.

Les dépendances de l'aile gauche de l'école furent rasées dans les années cinquante afin de satisfaire les besoins de la voirie et le vœu d'expansion de la SNCF. La reconstruction en 1951 du pont Riquet au gabarit de 28 mètres et dès 1949 la construction d’un pont de même gabarit sur les voies ferrées amorçaient le prolongement des allées Jean-Jaurès; cette construction impliquait la destruction du porche de l'école et d'une partie de la cour d'honneur.
La nouvelle école terminée fut mise en service en 1964. On put alors démolir la vieille école et aménager une chaussée à quatre voies unissant le pont sur les voies ferrées à l’allée Marengo élargie. Cette destruction s'inscrit dans la politique menée par Louis Bazerque à l'époque, qui consistait à favoriser l'accès automobile au centre-ville. Le prolongement des allées était enfin réalisé en 1967, encadré à son sommet par deux immeubles de quatorze et dix-sept étages. Le terrain vague laissé par la démolition de l'école est converti en parking, rendu utile notamment par la proximité de la gare Matabiau.
Cependant, la perspective obtenue est à nouveau fermée, à la suite de la construction de la médiathèque José-Cabanis en 2002-2003. Deux avenues en sens unique, à trois voies, encadrent l'emplacement de l'ancienne école vétérinaire et vont rejoindre l'allée Marengo (devenue allée Georges-Pompidou en 1974) elle-même prolongée depuis 1968 jusqu'à la place de la Roseraie par les avenues Léon-Blum et Yves-Brunaud.

### Le style néoclassique
Le style des bâtiments de l’ancienne école vétérinaire conçus par Jean-Pierre Lafon, architecte départemental, était conforme à la typologie des immeubles toulousains de 1800 à 1830. Le service municipal d’architecture était alors dirigé par Jacques-Pascal Virebent qui, pour embellir la ville et la rendre plus monumentale, a imposé des façades uniformes telles que celle de la future place Wilson et celle de la place du Capitole laquelle est conçue comme un écrin pour le monument le plus important, l'hôtel de ville.
La sobriété des ordonnancements de cette époque ne résulte pas d’une volonté d’économie mais de l’adhésion de leurs auteurs au « vrai style » comme il a été écrit alors, c’est-à-dire au néoclassicisme.
L'école vétérinaire de Toulouse a été le seul modèle du genre proposé par l'administration centralisée concernant l'architecture publique qu'était, depuis la période révolutionnaire, le Conseil des bâtiments civils. Les architectes parisiens membres de ce Conseil ont en effet donné le modèle toulousain dans leur célèbre ouvrage : Choix d'édifices publics construits et projetés en France depuis le commencement du XIXe siècle, par Gourlier, Biet, Grillon et Tardieu. Cet ouvrage a été essentiel dans la grande entreprise d'équipement de la France en édifices publics de qualité.

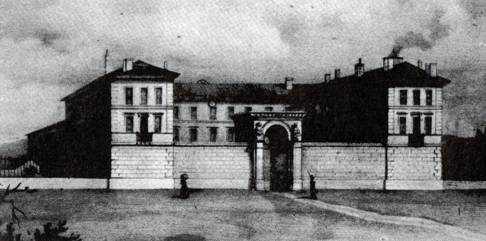
L'école en 1835 (gravure d'époque)
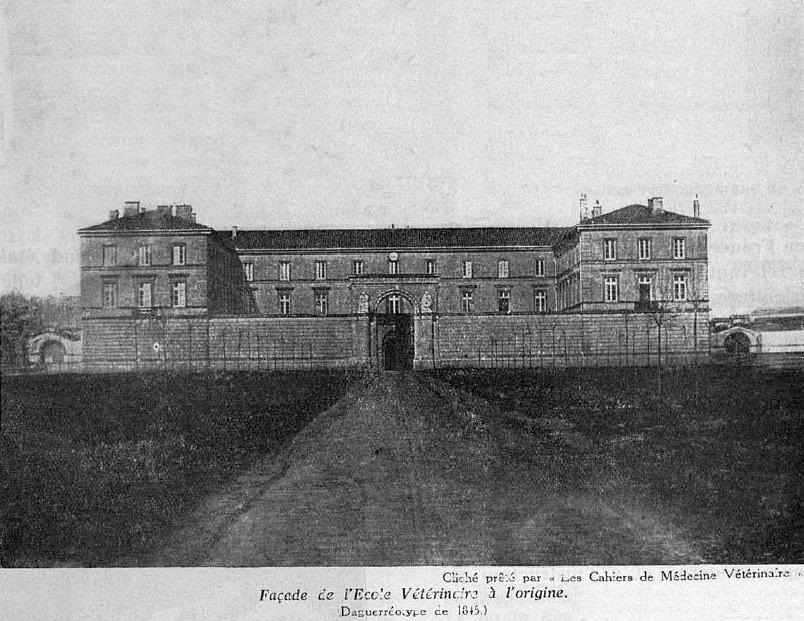
L'École en 1845 (daguerréotype)
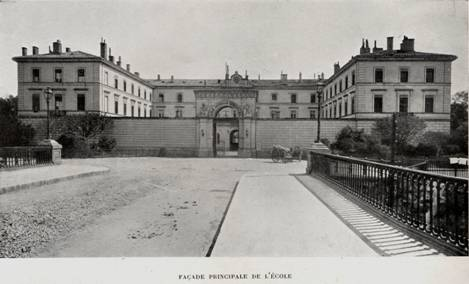
Façade principale de l'ancienne école vétérinaire
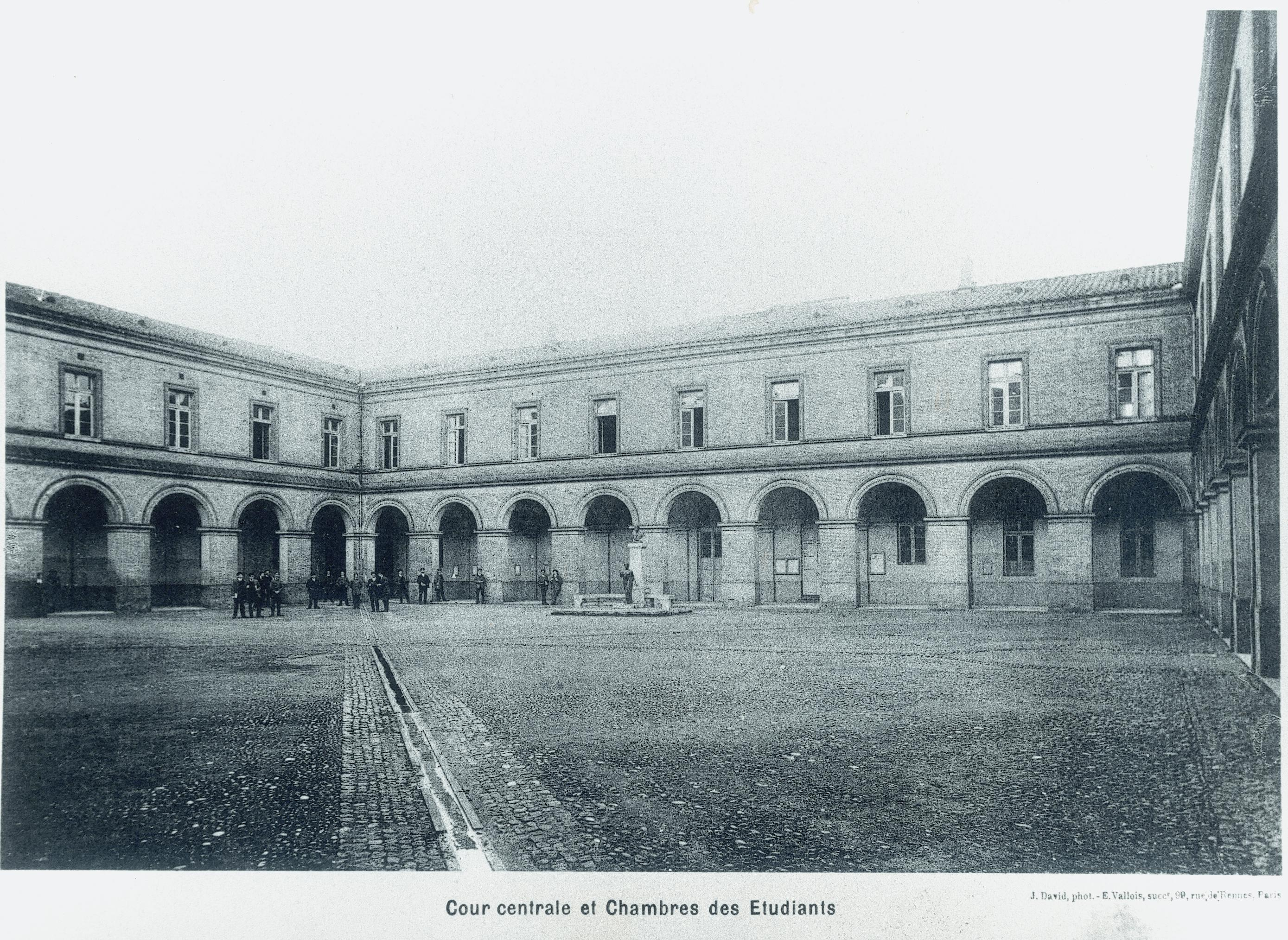
Cour d'honneur de l'ancienne école vétérinaire et monument Ferdinand Laulanié
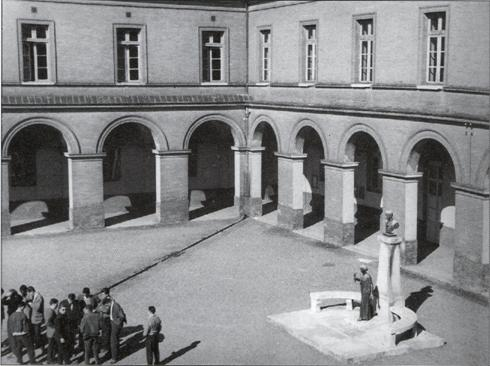
monument Ferdinand Laulanié dans la cour d'honneur de l'ancienne école vétérinaire
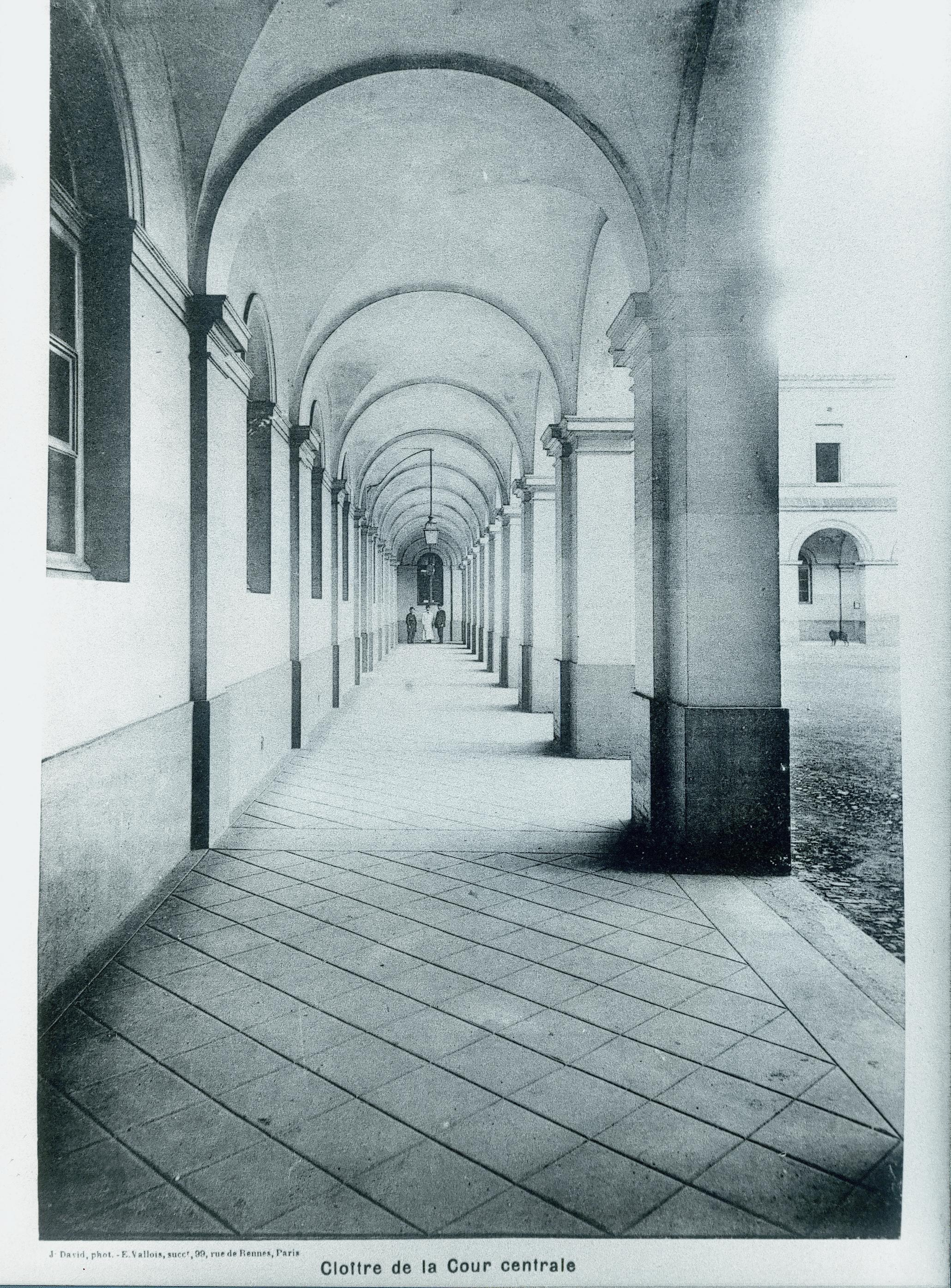
Arcades de la cour d'honneur
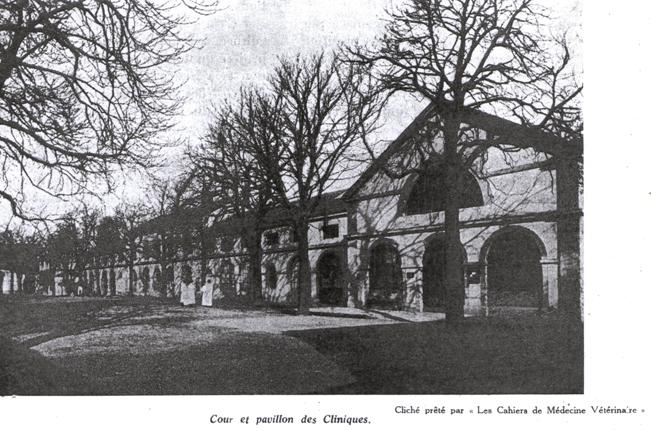
Cour et pavillon des cliniques de l'ancienne école vétérinaire

#### L'architecture fonctionnelle de l'ancienne école vétérinaire au service d'un mode de formation
Les planches tirées de l'ouvrage de Gourlier, Biet, Grillon et Tardieu représentant les plans de l'ancienne vétérinaire livrent le détail des affectations des différents services. Elles peuvent être confrontées avec une remarquable maquette en terre cuite conservée dans le hall d'accueil du bâtiment administratif de l'École nationale vétérinaire de Toulouse.

Plan de l'ancienne école vétérinaire de Toulouse
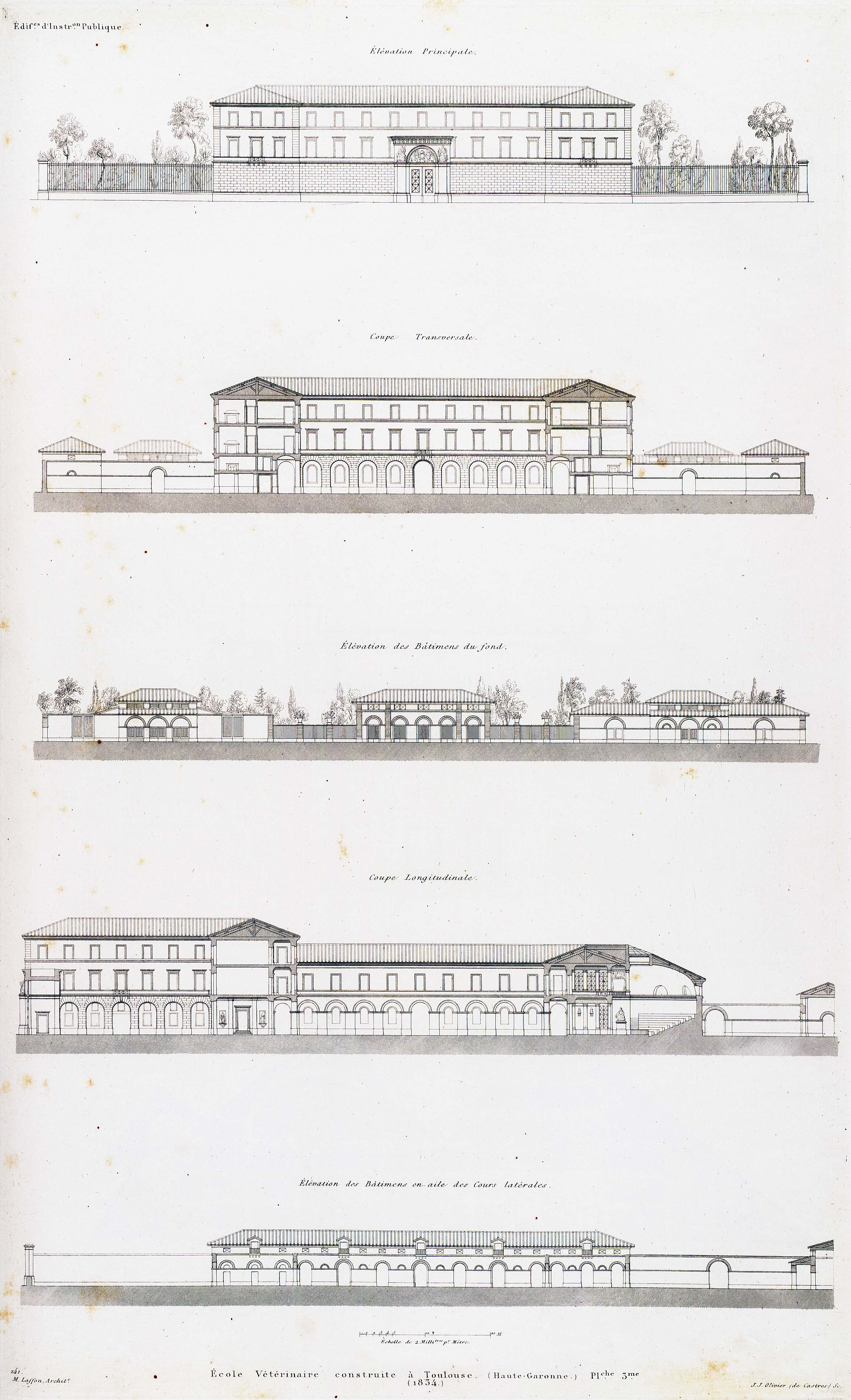
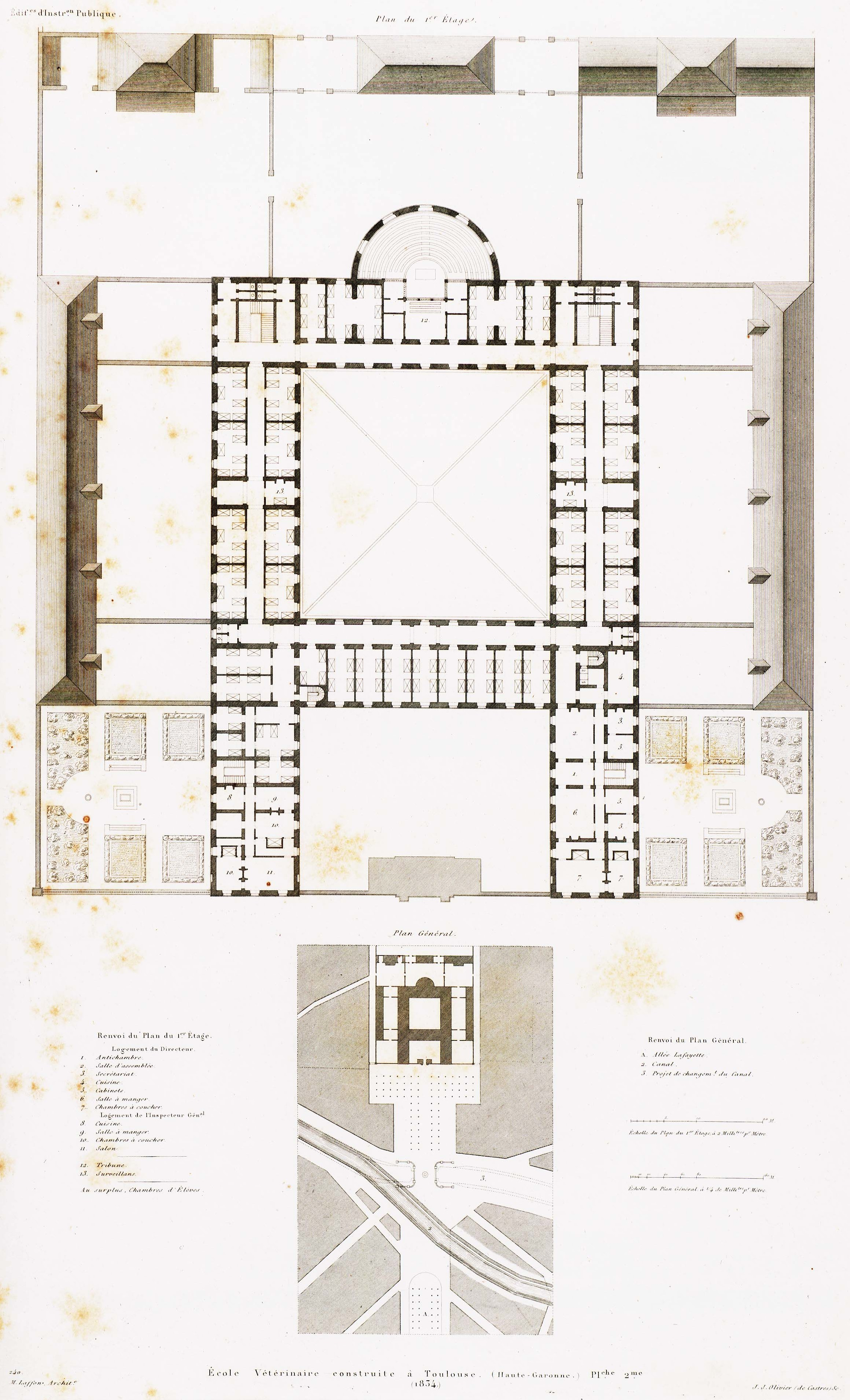
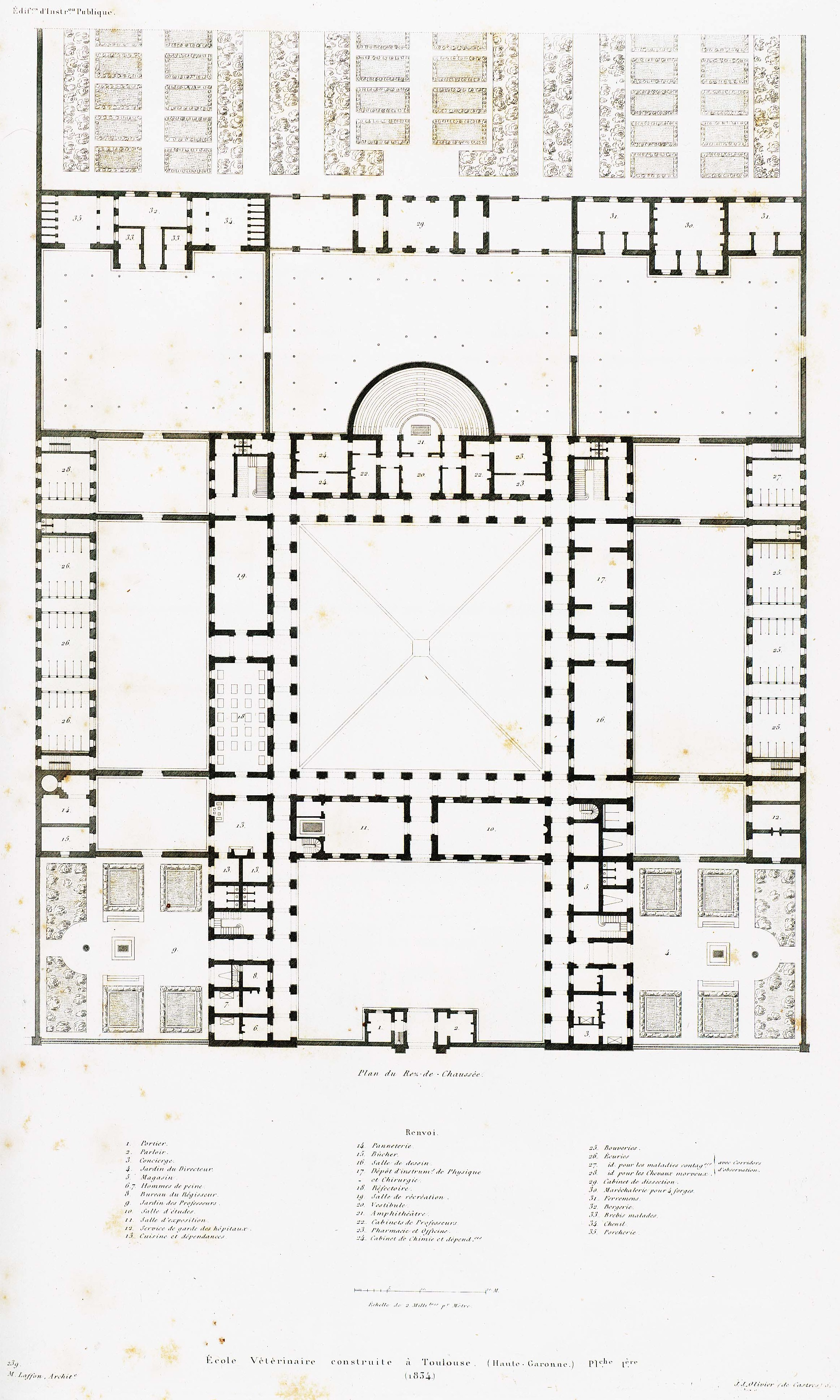

#### Un plan de type grand prix de Rome
Dans cet esprit d'adhésion au néoclassicisme, l’école vétérinaire présentait un plan en grille structurant neuf cours et jardins dans un ensemble pratiquement carré jusqu’au jardin botanique, centré sur la cour d’honneur également carrée et entourée d’arcades. L’axe de symétrie partait du porche d’entrée et passait par le milieu de l’hémicycle de l’amphithéâtre puis d’un bâtiment central entre la cour des cliniques et le jardin botanique.
Ce type de plan permettait de structurer un grand nombre de bâtiments et s’inspirait des édifices antiques romains tels que les thermes. Il a été utilisé pour l'asile de Braqueville, les abattoirs de Toulouse, et envisagé pour l'école des Arts et Métiers (non réalisée).
Des extensions seront réalisées après 1836, jusque vers 1850, en respectant le style originel mais sans se soumettre aussi rigoureusement au principe de symétrie : on note des différences entre le pavillon de maladies contagieuses et celui de zootechnie, aux deux angles externes du jardin botanique.

#### Organisation initiale de l'école
En 1834, l'école vétérinaire comprend un premier corps de bâtiment, en façade, réservé au corps enseignant, aux surveillants et aux services administratifs. Un second corps destiné aux élèves aux élèves est occupé également par des salles d'études et par les services de police sanitaire, physique, chimie et pharmacie.
Les infirmeries se trouvent à droite et à gauche du bâtiment central. Derrière cet ensemble se trouve un très long bâtiment où sont établis, en plus des forges, les services suivants: anatomie, histologie, physiologie, histoire naturelle, hygiène, anatomie pathologique, clinique et chirurgie. Au-delà se trouve le jardin botanique.

## Vie enseignante et vie étudiante:«Véto Matabiau, berceau de l'enseignement vétérinaire à Toulouse»
« Véto Matabiau, berceau de l'enseignement vétérinaire à Toulouse », est un ouvrage rédigé par un collectif d'auteurs tous anciens élèves de l'ancienne vétérinaire. Nourri par les nombreux témoignages recueillis et abondamment illustré de photographies, cet ouvrage est une très bonne évocation non seulement de l'ancienne école vétérinaire mais aussi de la vie étudiante dans le Toulouse d'autrefois jusque dans les années 1960.

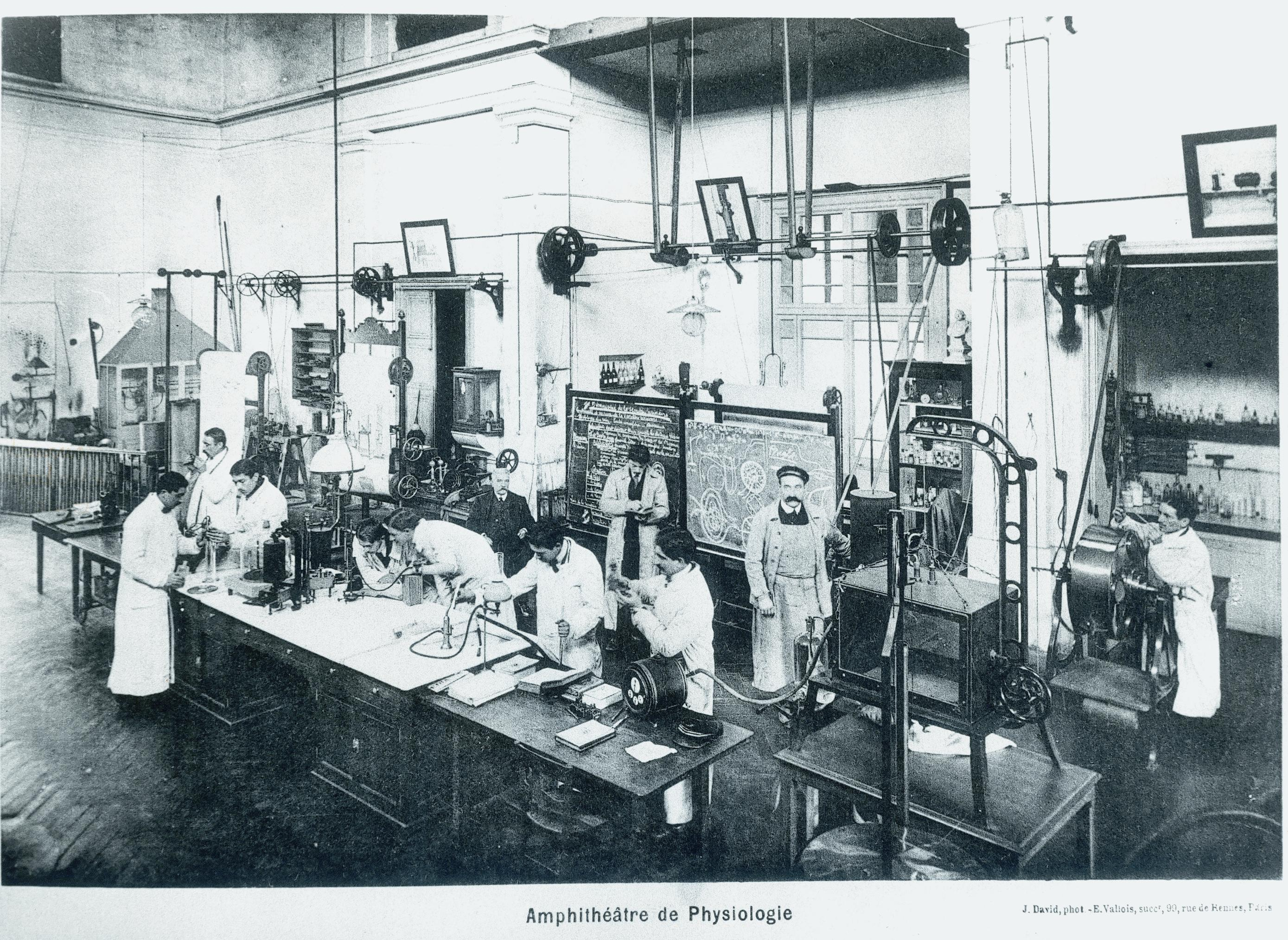
Amphithéâtre du service de Physiologie
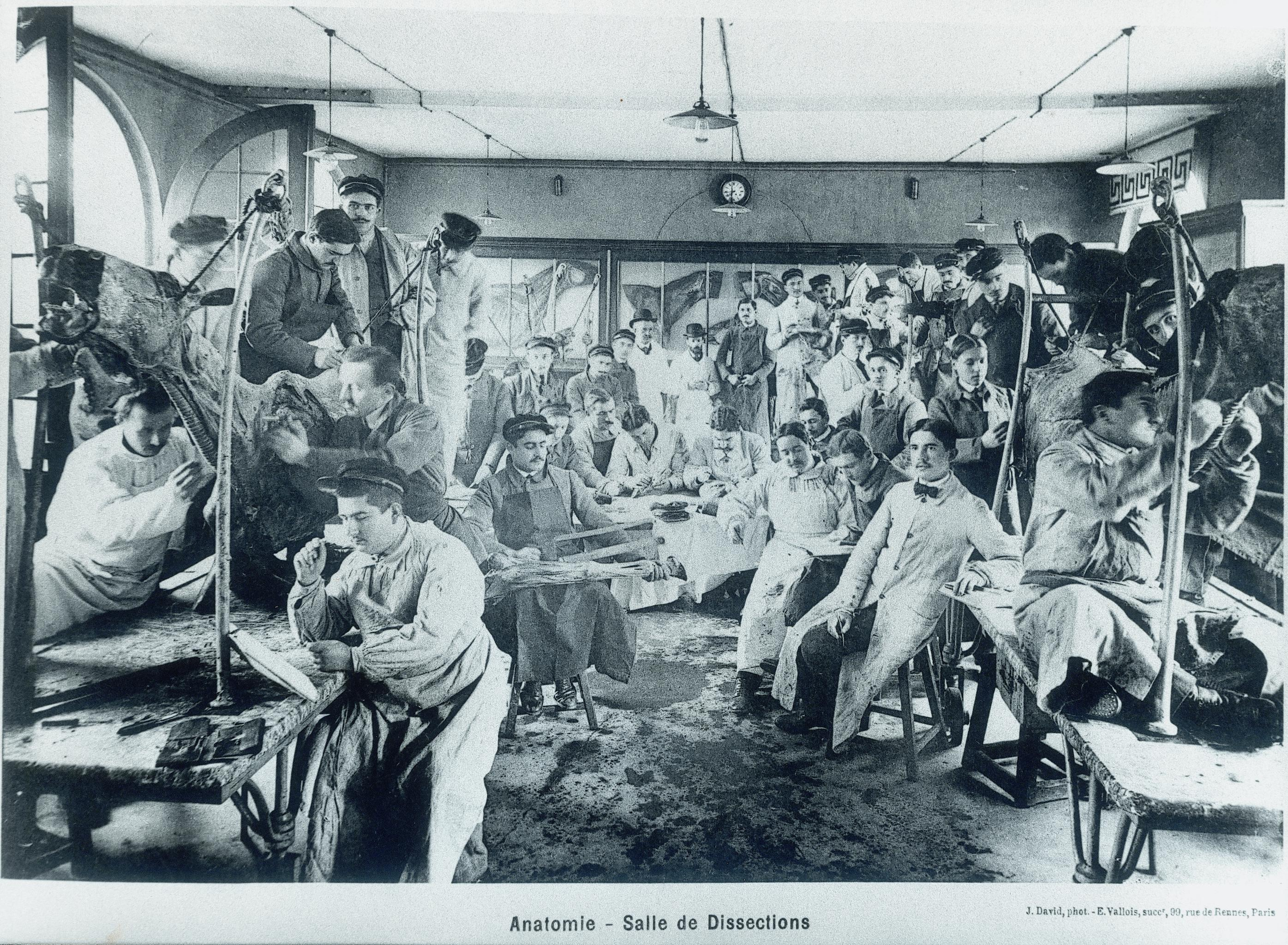
Salle de dissection du service d'anatomie
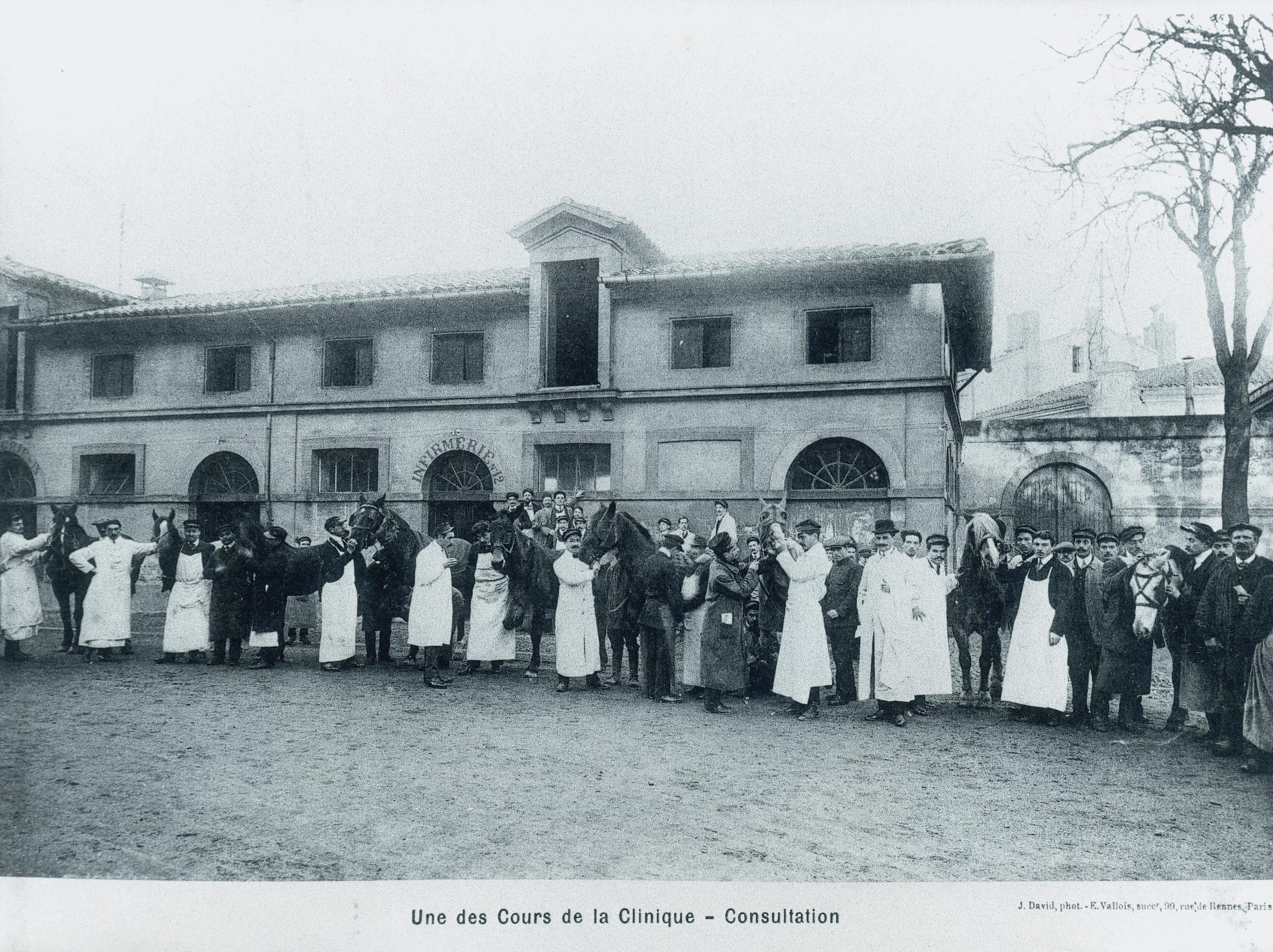
Présentation à la clinique des grands animaux
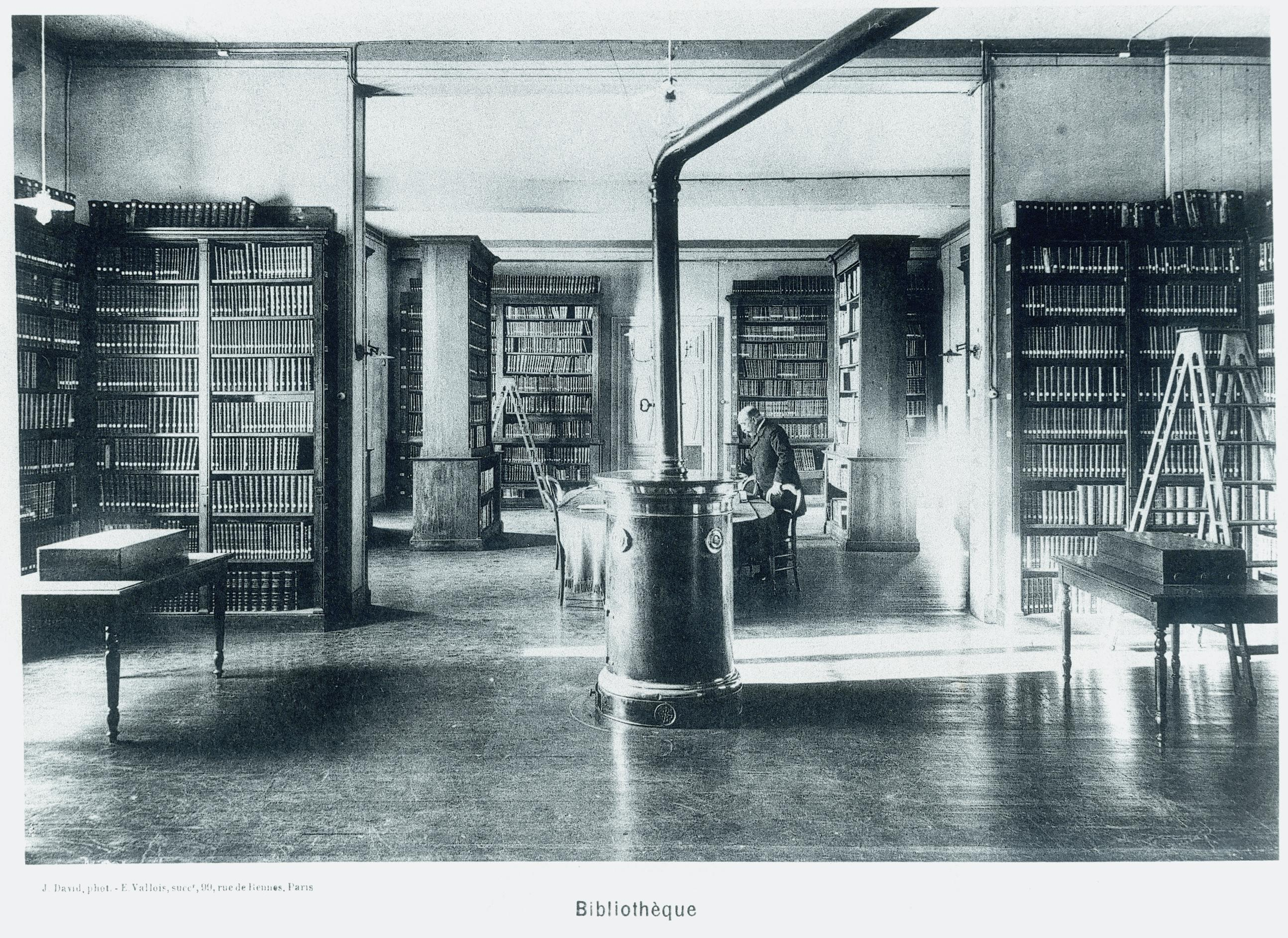
Bibliothèque de l'ancienne école vétérinaire